# Курка по-африканськи

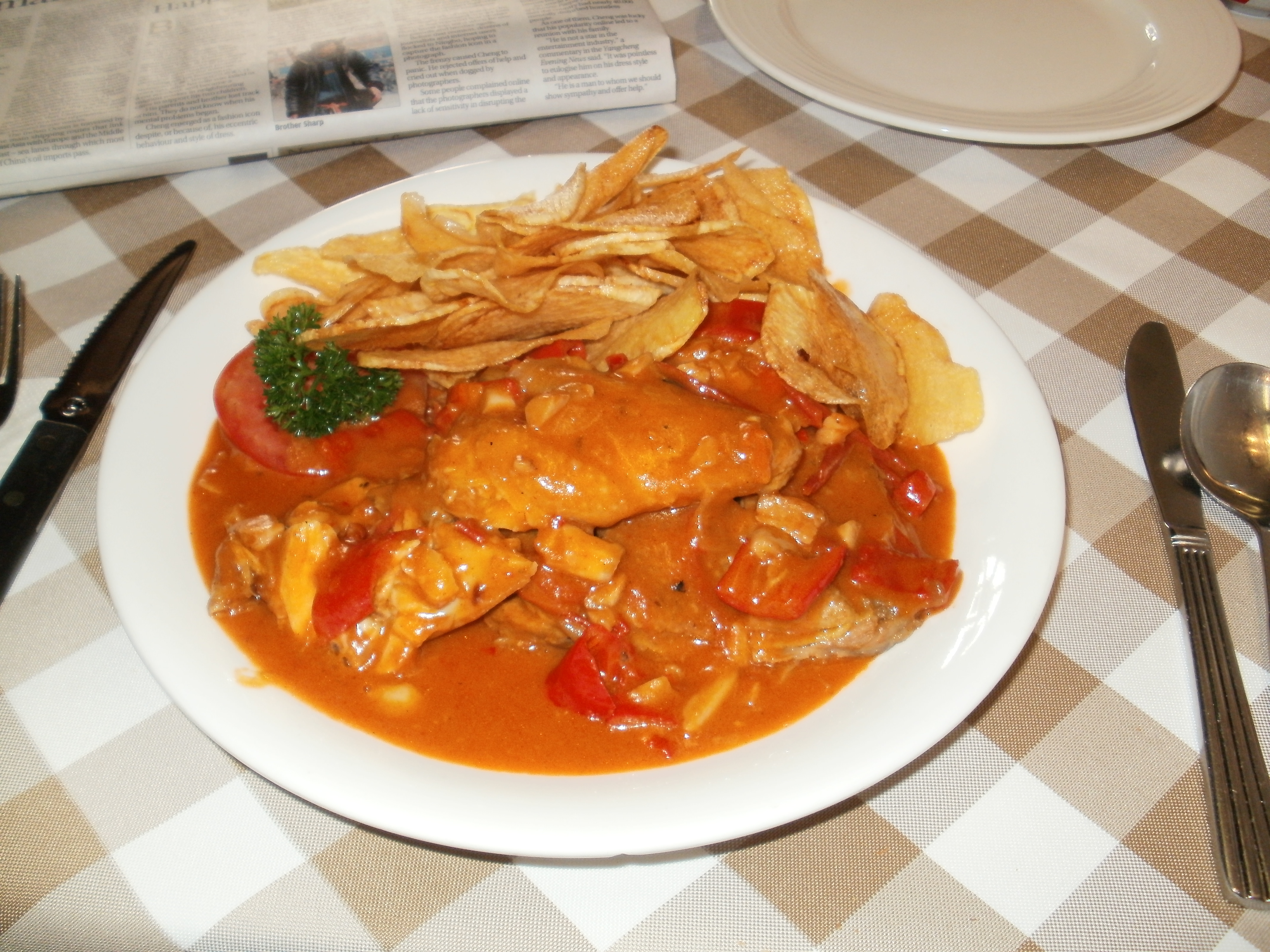
galinha à Africana зі свіжою картопляною стружкою, яку подають поруч Храму А-Ма у Макао

Ку́рка по-африка́нськи(кит. трад.: 非洲雞; спрощ.: 非洲鸡), також відома як Ґаліня а афрікана (ɡɐˈɫĩɲaː.ɐfɾiˈkɐ̃nɐ) — страва кухні Макао з курки.
Африканська курка складається з Барбекю курятини, покрите пряним Пірі-пірі соусом, який іноді включає азійські інгредієнти, такі як кокосове молоко або арахіс.
Страва іноді вважається відомою стравою кухні Макао, і розглядається як варіант Пірі-пірі Куриці.